# Lubok Sukon
Lubok Sukon is een bestuurslaag in het regentschap Aceh Besar van de provincie Atjeh, Indonesië. Lubok Sukon telt 820 inwoners (volkstelling 2010).